# Modena FC 2018
Modena Football Club 2018, zkráceně jen Modena je italský fotbalový klub hrající v sezóně 2024/25 ve 2. italské fotbalové lize sídlící ve městě Modena v regionu Emilia-Romagna.
Původní klub byl založen v roce 1912, jenže v roce 2017 ohlásil bankrot a o rok později byl založen nový klub se sportovní tradicí původního týmu.

## Změny názvu klubu
- 1912/13 – 1934/35 – Modena FC (Modena Football Club)
- 1935/36 – 1942/43 – Modena Calcio (Modena Calcio)
- 1943/44 – 1944/45 – GS Modena (Gruppo Sportivo Modena)
- 1945/46 – 1956/57 – Modena FC (Modena Football Club)
- 1957/58 – 1958/59 – Zenit Modena FC (Zenit Modena Football Club)
- 1959/60 – 2017/18 – Modena FC (Modena Football Club)
- 2018/19 – Modena FC 2018 SSD (Modena Football Club 2018 Società Sportiva Dilettantistica)
- 2019/20 – Modena FC 2018 (Modena Football Club 2018)

## Získané trofeje

### Vyhrané domácí soutěže
- 2. italská liga (2×)

1937/38, 1942/43
- 3. italská liga (5×)

1960/61, 1974/75, 1989/90, 2000/01, 2021/22
- 4. italská liga (1×)

1979/80

#### Medailové umístění
| Medaile umístění | Sezona  |
| ---------------- | ------- |
| Serie A          | 1946/47 |

## Historie
Klub byl založen spojením s jiným klubem z města Audax Foot Ball Club 5. dubna 1912 jako Modena Football Club. Hned na začátku své historie hrál nejvyšší ligu a hrál ji nepřetržitě až do sezony 1931/32. Nejlepším výsledkem tohoto období bylo 2. místo ve skupině v sezoně 1924/25. 
Po válce se klub ocitl v nejvyšší lize a v sezoně 1946/47 zaznamenal dosud největší úspěch klubu a to 3. místo. V následující sezoně obsadili 5. místo a v další již 19. místo a sestoupili do druhé ligy, kde hráli do sezony 1959/60. Sezonu 1960/61 odehráli ve třetí lize. Zpět do nejvyšší ligy se vrátily na sezonu 1962/63. Nejhorší sezonu odehráli v sezoně 1979/80 když hráli na jednu sezonu ve čtvrté lize. Poté odehrávali sezony střídavě ve druhé a třetí lize.
Návrat do nejvyšší ligy se konal v sezoně 2002/03, kde obsadili 12. místo. V následující sezoně sestoupili a do sezony 2015/16 hráli ve druhé lize. Během sezony 2017/18 byl federací vyloučen ze soutěže a 28. listopadu 2017 ohlásil bankrot.
Nový klub vznikl 12. dubna 2018 díky iniciativě starosty města. V červnu téhož roku je opět zařazen do federace. V sezoně 2021/22 vyhrál svou skupinu a slavil postup do druhé ligy.

## Účast v ligách
| Úroveň soutěže | Název soutěže (nynější název) | První hraná sezona | Poslední hraná sezona | celkem odehraných sezon |
| -------------- | ----------------------------- | ------------------ | --------------------- | ----------------------- |
| 1              | Serie A                       | 1912/13            | 2003/04               | 28                      |
| 2              | Serie B                       | 1932/33            | 2024/25               | 53                      |
| 3              | Serie C                       | 1960/61            | 2021/22               | 25                      |
| 4              | Serie D                       | 1979/80            | 2018/19               | 2                       |

Historická tabulka Serie A od sezony 1929/30 do 2023/24.
| Celkové místo | Odehraných sezon | Celkem bodů | Celkem zápasů | Celkem výher | Celkem remíz | Celkem proher | Celkové skore |
| ------------- | ---------------- | ----------- | ------------- | ------------ | ------------ | ------------- | ------------- |
| 32            | 13               | 400         | 444           | 130          | 125          | 189           | 492:646       |

## Fotbalisté

### Historické statistiky
| Počet utkání | Počet utkání   | Počet utkání |  | Počet branek | Počet branek        | Počet branek |
| Pořadí       | Jméno          | Počet        |  | Pořadí       | Jméno               | Počet        |
| 1.           | Renato Braglia | 518          |  | 1.           | Alfredo Mazzoni     | 91           |
| 2.           | Armando Perna  | 345          |  | 2.           | Renato Brighenti    | 90           |
| 3.           | Astro Galli    | 325          |  | 3.           | Vittorio Sentimenti | 67           |
| 4.           | Bruno Dugoni   | 324          |  | 4.           | Otello Zironi       | 65           |
| 5.           | Marco Ballotta | 317          |  | 5.           | Antonio Carnevali   | 63           |

### Rekordní přestupy
| Nákup  | Nákup              | Nákup     | Nákup    | Nákup           |  | Prodej | Prodej             | Prodej    | Prodej     | Prodej          |
| Pořadí | Jméno              | sezona    | klub     | částka          |  | Pořadí | Jméno              | sezona    | klub       | částka          |
| 1.     | Vedin Musić        | 2003/2004 | Como     | 3 mil. Euro     |  | 1.     | Diomansy Kamara    | 2004/2005 | Portsmouth | 3,5 mil. Euro   |
| 2.     | Mario Gargiulo     | 2022/2023 | Lecce    | 0,750 mil. Euro |  | 2.     | Paulo Azzi         | 2022/2023 | Cagliari   | 1 mil. Euro     |
| 3.     | Thomas Battistella | 2022/2023 | Udinese  | 0,7 mil. Euro   |  | 3.     | Vedin Musić        | 2005/2006 | Turín      | 1 mil. Euro     |
| 4.     | Antonio Palumbo    | 2023/2024 | Ternana  | 0,5 mil. Euro   |  | 4.     | Davide Luppi       | 2016/2017 | Verona     | 0,950 mil. Euro |
| 5.     | Giuseppe Sculli    | 2002/2003 | Juventus | 0,4 mil. Euro   |  | 5.     | Nazzareno Belfasti | 2013/2014 | Juventus   | 0,760 mil. Euro |

### Na velkých turnajích

#### Účastníci Afrického poháru národů
- Diomansy Kamara (APN 2004)
- Abdoul Guiebre (APN 2023)

#### Účastníci Olympijských her
- Giuseppe Forlivesi (OH 1920)
- Valerio Cassani (OH 1948)
- Maino Neri (OH 1948)
- Francesco Pernigo (OH 1948)
- Enzo Menegotti (OH 1948)
- Ugo Tomeazzi (OH 1960)

### Česká stopa
- Václav Hallinger (1926/27)
- David Limberský (2003/04)